# August Gottlieb Richter
August Gottlieb Richter, född 13 april 1742 i Zörbig vid Bitterfeld, död 23 juli 1812 i Göttingen, var en tysk kirurg. Han var brorson till medicinaren Georg Gottlob Richter och morbror till botanikern Georg Ludwig Koeler. 
Richter blev 1771 ordinarie professor i Göttingen. Bland hans många skrifter märks den "för alla tider klassiska" Abhandlung von den Brüchen (två band, 1777–1779), Anfangsgründe der Wundarzneikunst (sju band, 1782-1804) och Medicinische und chirurgische Bemerkungen (två band, 1790, 1813). I "Chirurgische Bibliothek" (15 band, 1771–1797) lämnade han mästerliga referat över tidens arbeten inom kirurgin. Sonen Georg August Richter (1778–1832, professor i Königsberg), utgav i 12 band faderns Spezielle Therapie (1813–1836), översatt till svenska av Johan Gabriel Collin ("Speciel therapi eller afhandling om sättet att behandla menniskokroppens sjukdomar", åtta band, 1824–1834). Fadern, som var av stor betydelse även som ögonläkare, invaldes som utländsk ledamot av svenska Vetenskapsakademien 1774.